# یواس‌اس گرنویل اس هال (وای‌ای‌جی-۴۰)
یواس‌اس گرنویل اس هال (وای‌ای‌جی-۴۰) (به انگلیسی: USS Granville S. Hall (YAG-40)) یک کشتی بود که طول آن ۴۴۲ فوت (۱۳۵ متر) بود. این کشتی  در سال ۱۹۴۴ ساخته شد.